# Douglas B-23 Dragon
Douglas B-23 Dragon je bil dvomotorni srednje velik propelerski bombnik, ki so ga razvili pri Douglas Aircraft Company v poznih 1930ih. B-23 je naslednik Douglasa B-18 Bolo. Prvič je poletel 27. julija 1939. V proizvodnji je bil v letih 1939−1940, zgradili so samo 38 letal. 

## Specifikacije (B-23 Dragon)
Podatki iz McDonnell Douglas Aircraft since 1920
Splošne značilnosti
- Posadka: Six
- Dolžina: 58 ft 4+3⁄4 in (17,799 m)
- Razpon kril: 92 ft 0 in (28,04 m)
- Višina: 18 ft 5+1⁄2 in (5,626 m)
- Površina kril: 993 sq ft (92,3 m2)
- Teža praznega letala: 19.089 lb (8.659 kg)
- Bruto teža: 26.500 lb (12.020 kg)
- Maks. vzletna teža: 32.400 lb (14.696 kg)
- Pogon letala: 2 × Wright R-2600-3 radialni motor, 1.600 hp (1.200 kW)  vsak

Zmogljivost
- Maks. hitrost: 282 mph (454 km/h; 245 kn) na 12000 ft (3660 m)
- Potovalna hitrost: 210 mph (182 kn; 338 km/h)
- Doseg: 1.400 mi (1.217 nmi; 2.253 km)
- Višina leta (servisna): 31.600 ft (9.632 m)
- Čas vzpona do višine: 6.7 minut do višine 10000 ft (3050 m)

Oborožitev

- Strelno orožje: 3 × .30 in (7,62 mm) strojnice, 1 × .50 in (12,7 mm) strojnica v repu
- Bombe: 2000 lb (910 kg) bomb